# 東日本国際大学附属昌平中学・高等学校
東日本国際大学附属昌平中学・高等学校（ひがしにっぽんこくさいだいがくふぞくしょうへいちゅうがく・こうとうがっこう）は福島県いわき市平上片寄字上ノ内に校舎をもつ私立の高等学校。東日本国際大学の附属学校である。

## 概要
設置者は学校法人昌平黌。略称は東日大昌平（とうにちだいしょうへい、ひがしにちだいしょうへい）。儒教系の学校であり孔子の教えを建学の精神としている。
全校生徒数は約500名。

## 沿革
- 2000年（平成12年）　東日本国際大学附属昌平中学・高等学校開校。
- 2006年（平成18年）　通信制課程の普通科を開設。

## 設置課程
- 全日制
  - 普通科（特別進学コース、普通コース、福祉コース）
  - 保健体育科
- 通信制
  - 普通科
- 中学校

## 進路概況
併設されている東日本国際大学への内部進学が多い。
2007年　中高一貫教育の成果として、初の東北大学合格者を出す。

## 部活動
- 野球部
- バスケットボール部
- サッカー部
- 柔道部
- 剣道部
- 弓道部
- 体操競技部
- 水泳競技部
- ソフトテニス部
- 卓球部
- バドミントン部
- 陸上競技部
- 英会話部
- JRC部
- 詩吟部
- 吹奏楽部
- 軽音部
- パソコン部
- 美術部
- 文芸部
- 理科同好会

## 著名な出身者
- 酒井美紀 (ゴルファー)
- 箭内翔太 - 野球
- 草野陽斗 - 野球
- 小野紗由利 - アナウンサー

## 交通
- 小名浜車庫、いわき駅、ラパークいわきなどから新常磐交通の路線バスで「昌平中高前」下車すぐ